# No mires a los ojos de la gente
No mires a los ojos de la gente es una canción del grupo de pop español Golpes Bajos, incluida en su EP Golpes Bajos 1983.

## Descripción
Junto a Malos tiempos para la lírica es considerada una de las mejores canciones de la banda, cuya calidad, según se ha puesto de relieve eclipsa de alguna manera el resto de su repertorio.
Calificada como himno a la introversión, la letra refleja una tremenda desconfianza hacia el mundo que nos rodea y la maldad que se esconde en el resto de las personas, por lo que el narrador invita a la persona interpelada a permanecer junto a él en un refugio seguro a resguardo de los demás (la gente).
Considerada entre lo más granado del pop español está incluida en el ranking de las 200 mejores canciones del pop rock en español elaborado por la revista Rolling Stone en 2010, con el número catorce.

## Versiones
Versionada por la cantante valenciana Sole Giménez en 2004, por Marlango en 2010 y por el propio Cardalda en 2022. También por varios artistas a coro en el disco recopilatorio de música de los 80 y 90 Caravan Pop (2014).